# Нотр-Дам (Таверни)
Церковь Нотр-Дам (фр. Église Notre-Dame de Taverny) — одна из двух католических приходских церквей в северо-западном пригороде Парижа городе Таверни (епархия Понтуаза). Посвящена Богородице и Святому апостолу Варфоломею. Исторический памятник Франции с 1846 года.
Возведение церкви в начале XIII века связывают с именем великого коннетабля Матье II де Монморанси, построившим её рядом со своим сеньорским замком в Таверни (его фундамент был обнаружен при раскопках XIX века северо-восточнее абсиды церкви). Согласно преданию, на закладку первого камня приехала сама королева Бланка Кастильская, хотя документальных подтверждений этому нет. Это полумифическое событие отражено на витраже XIX века, который сделан по мотивам более старого витража, утраченного во времена Французской революции. Постройка была, вероятно, завершена при сыне Матье II Бушаре VI — сохранился документ 1237 года, согласно которому он выделил деньги на витражи из свинцового стекла, а это значит, что строительство уже подходило к концу.
Замок Монморанси не раз посещали короли Франции. Неудивительно, что великий коннетабль строил церковь, достойную королей — величественную и просторную. Архитектура церкви Нотр-Дам в Таверни тщательно продумана, а план и фасад вдохновлены лучшими образцами готических соборов того времени. Церковь особенно примечательна тем, что за восемь столетий она не претерпела существенных перестроек. Исключением является лишь южный портал, называемый Вратами короля Иоанна. Он построен Филиппом VI, который в 1335 году останавливался здесь и сделал пожертвование во имя исцеления своего 16-летнего сына — будущего короля Иоанна Доброго.
Трёхнефная церковь, крестообразная в плане под нервюрным сводом, имеет четыре пролёта наоса; трансепт, равный ему по ширине; пятигранную абсиду с двумя боковыми капеллами. Невысокая квадратная колокольня возвышается над северным крылом трансепта.
Западный фасад с тремя ярусами узких стрельчатых окон обрамлён мощными контрфорсами и увенчан равносторонним треугольным фронтоном с большим круглым окном. Архивольты окон первого яруса и ступенчатого портала украшены геометрическим и растительным орнаментом и заканчиваются консолями в форме мужских и женских голов. Но главный вход в церковь не здесь, а через Врата короля Иоанна в южном крыле трансепта, где над ещё одним ступенчатым порталом располагается огромная роза, обрамлённая стрельчатой нишей. Есть и третий вход — также на южном фасаде, во втором пролёте нефа.
В интерьере церкви Нотр-Дам наиболее ценным является резной каменный алтарь XVI века, подаренный коннетаблем Анном де Монморанси. Алтарь украшен арабесками и гирляндами в стиле Возрождения и украшен монограммами Генриха II и Екатерины Медичи, а также маленькими алерионами с герба рода Монморанси. В нише слева от алтаря размещена алебастровая статуя Богородицы с младенцем, справа — Святой Марфы, а во втором ярусе — четырёх евангелистов. Интересен проспект органа, декорированный тринадцатью деревянными панелями XVI века с барельефами, изображающими путешествие апостола Варфоломея в Индию и его мученическую кончину.